# ورزشکاه آکادمی
ورزشکاه آکادمی (به انگلیسی: Academy Stadium) یک ورزشگاه در بریتانیا است که در Manchester واقع شده‌است.